# Bình Lỗ, Sóc Châu
Bình Lỗ (chữ Hán giản thể: 平鲁区, âm Hán Việt: Bình Lỗ khu) là một quận thuộc địa cấp thị Sóc Châu, tỉnh Sơn Tây, Cộng hòa Nhân dân Trung Hoa. Quận Bình Lỗ có dân số năm 2002 là 190.000 người, diện tích 2314 km². Quận Bình Lỗ được chia ra thành 1 nhai đạo, 2 trấn, 18 hương. 
- Nhai đạo: Bình Lỗ.
- Trấn: Tỉnh Bình, Bình Lỗ, Song Niễn, Chỉ Nê Tuyền, Bạch Đường, Trở Hổ, Tây Thủy Giới, Lưu Gia Diêu, Hạ Mộc Giác, Hạ Thủy Đầu, Tương Gia Bình, Cao Thạch Trang, Chu Hoa Bản, Đào Thôn, Hoa Khất Đà, Hạ Diện Cao, Du Lâm, Đông Bình Thái, Hướng Dương Bảo, Lạc Đà Sơn.